# L'estranya que hi ha en tu
L'estranya que hi ha en tu (títol original en anglès, The Brave One) és una pel·lícula estatunidenca dirigida per Neil Jordan estrenada l'any 2007.

## Argument
És la història d'una locutora de ràdio de Nova York (Erica Bain), molt enamorada del seu xicot. La seva vida canvia quan són agredits a Central Park. De resultes d'això, ell mor i ella té problemes per superar la tragèdia.
Però Erica no pot superar-ho, i comença a voltar pels carrers buscant els que la van atacar. I fa justícia a la seva manera. Un obstinat policia de Nova York (Terrence Howard) va al seu darrere, i finalment Erica ha de decidir si la seva venjança és el camí correcte o si s'està convertint en allò que vol combatre.

## Repartiment

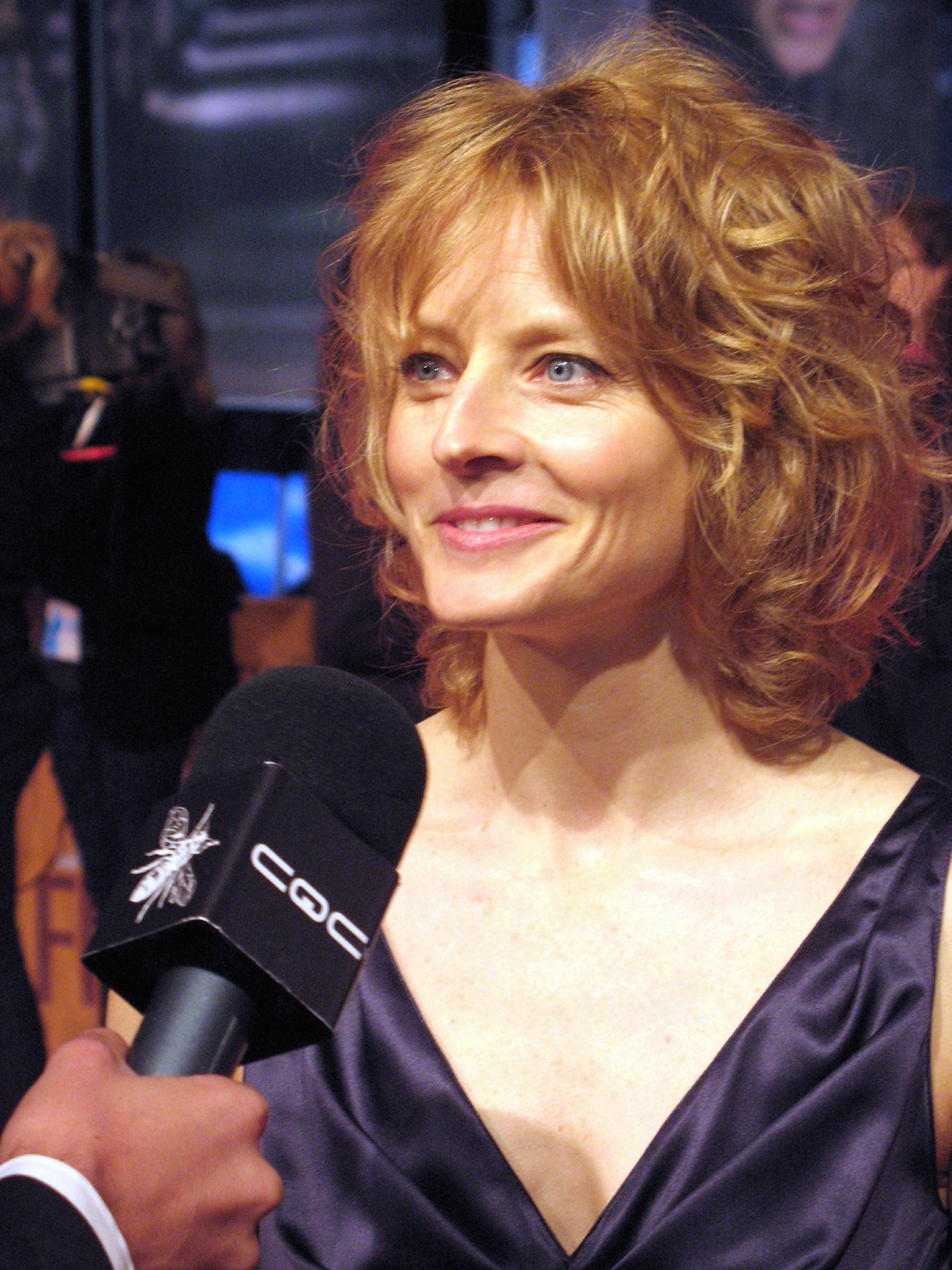
Jodie Foster en la presentació de la pel·lícula.

- Jodie Foster: Erica Bain
- Terrence Howard: Detectiu Mercer
- Nicky Katt: Detectiu Vitale
- Naveen Andrews: David Kirmani
- Mary Steenburgen: Carol
- Jane Adams: Nicole
- Zoë Kravitz: Chloe
- Luis Da Silva Jr.: Lee
- Blaze Foster: Cash
- Rafael Sardina: Reed

## Comentaris
Un thriller molt llarg i lent, que fa que la pel·lícula es faci molt pesada a estones i que no aconsegueix mantenir l'atenció de l'espectador.
Sorprèn que Neil Jordan, director que moltes vegades ha aprofundit en les contradiccions de la condició humana, hagi firmat un producte tan pla i amb un argument conegut.
Tot i així, Jodie Foster i Terrence Howard resulten una atracció suficient per gaudir d'aquesta obra menor de Neil Jordan.

## Premis i nominacions
La pel·lícula va rebre una nominació al Globus d'Or a la millor actriu dramàtica de 2007 pel paper de Jodie Foster.